# NGC 4852
NGC 4852 (другие обозначения — OCL 894, ESO 131-SC17) — рассеянное скопление в созвездии Центавр.
В области неба, где расположено скопление, наблюдается необычно большое количество звёзд спектрального класса B, одна из которых — Be-звезда, но все они не принадлежат скоплению, а относятся к более далёкой OB-ассоциации. Возраст скопления, по исследованию 2011 года, оценивается в 40—60 миллионов лет, расстояние до него — 1400 пк, при этом более ранние оценки давали значение возраста 200 миллионов лет и более высокое значение расстояния до скопления.
Этот объект входит в число перечисленных в оригинальной редакции «Нового общего каталога».